# Jakob Kaiser
Jakob Kaiser (ur. 8 lutego 1888 w Hammelburg, zm. 7 maja 1961 w Berlinie Zachodnim) – niemiecki polityk, działacz antyhitlerowskiego ruchu oporu w III Rzeszy, przewodniczący wschodnioniemieckiej CDU (1946–1947), minister do spraw wewnątrzniemieckich (1949-1957).

## Życiorys
Syn mistrza drukarskiego Johanna Kaisera (1854–1939) i jego żony Elisabeth Zwecker (1861–1924). Po szkole powszechnej rozpoczął przygotowanie do zawodu introligatora, początkowo w warsztacie ojca, a następnie w szkole introligatorskiej w Schwiebus na Dolnym Śląsku. Do 1912 roku pracował w wyuczonym zawodzie w Norymberdze. W latach 1914 –1918 walczył na froncie I wojny światowej.
W 1912 roku przeniósł się do Kolonii i wstąpił do partii Zentrum, a od 1921 roku był wiceprzewodniczącym nadreńskiego oddziału partii. Od roku 1928 stał na czele Christlicher Gewerkschaftsbund w Nadrenii i Westfalii.
W wyborach z 5 marca 1933 roku zdobył z list partii Zentrum mandat deputowanego do Reichstagu. Następnie pozbawiony wszystkich funkcji publicznych przez władze nazistowskie. W 1934 wstąpił do ruchu oporu i ściśle współpracował z Wilhelmem Leuschnerem i Maxem Habermannem. W 1938 aresztowany przez Gestapo z podejrzeniem o zdradę stanu, wypuszczony z aresztu po kilku miesiącach. Następnie nawiązał współpracę z Carlem Friedrichem Goerdelerem, stając się jednym z głównych działaczy ruchu oporu z tzw. Kölner Kreis. Po jego aresztowaniu Kaiser ukrywał się w Babelsbergu.
Po wojnie współorganizował powołanie CDU w Berlinie, będąc w latach 1946-1947 przewodniczącym CDU-Ost. W 1946 roku został członkiem Rady Miejskiej Berlina, a od 1948 roku był członkiem Rady Parlamentarnej w Bonn.

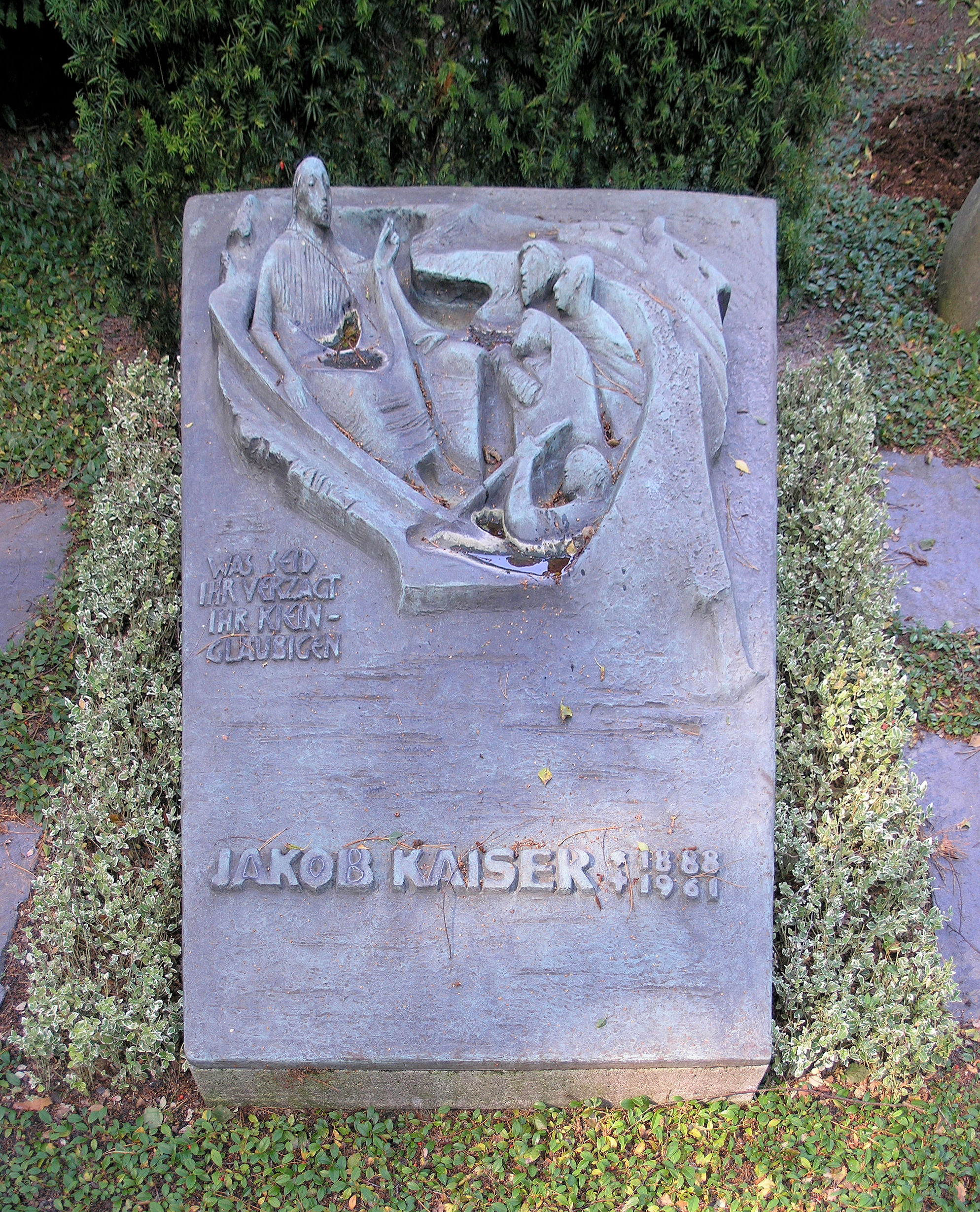
Grób Jakoba Kaisera w Berlinie

W latach 1949–1957 sprawował mandat deputowanego do Bundestagu, a 20 września 1949 został powołany na stanowisko ministra spraw wewnątrzniemieckich w I rządzie Konrada Adenauera. Utrzymał tę funkcję także w II rządzie kanclerza Adenauera. W 1950 roku wybrany na wiceprzewodniczącego CDU.
Po przebytym udarze w 1957 roku zrezygnował z aktywności politycznej, cztery lata później zmarł w Berlinie na niewydolność serca. Został pochowany na Waldfriedhof Zehlendorf.

## Życie prywatne
Jego pierwszą żoną była Therese Mohr (1889–1952), z którą miał dwie córki. W 1953 roku zawarł drugi związek małżeński z Elfriede Nebgen (1890–1983).